# Список советских игровых кинофильмов (1919)
Список завершённых советских игровых полнометражных и короткометражных фильмов 1919 года производства, снятых для коммерческого проката. В списке отсутствуют неигровые и мультипликационные кинофильмы, а также телефильмы и учебные фильмы, не выходившие в прокат.

## Список фильмов
Все фильмы немые, чёрно-белые, обычного формата, односерийные.
| Основное название                           | Дополнительное название                                 | Жанр         | Частей | Метраж           | Киностудия                                                | Республика | Выпуск на экран | Режиссёр | Сохранность            | Примечание |        |
| ------------------------------------------- | ------------------------------------------------------- | ------------ | ------ | ---------------- | --------------------------------------------------------- | ---------- | --------------- | --- | ---------------------- | --- | ------ |
| Азиатская гостья                            |                                                         | культурфильм |        |                  | Всеукраинский кинокомитет                                 | Украина    |                 | Вернер Михаил | не сохранился          | | [ 1 ]  |
| Алёшина дудка                               |                                                         |              | 4      |                  | «Буревестник»                                             | Россия     |                 | Касьянов Владимир | не сохранился          | Принадлежал к числу 4 фильмов, выпущенных культурно-просветительным отделом Московского Центрального рабочего кооператива. Три других фильма — «Хромой барин», «Чаша искупления», «Анджело» — не были выпущены на экран из-за отсутствия киноплёнки                           | [ 1 ]  |
| Беглец                                      | Дезертир                                                | агитфильм    | 1      | 413              | ателье А. Ханжонкова (по заказу Московского кинокомитета) | Россия     | 23 февраля 1919 | Чайковский Борис | не сохранился          | Приурочен к первой годовщине Красной Армии | [ 1 ]  |
| Борцы за светлое царство III Интернационала | Спасители родины; К светлому царству III Интернационала | агитфильм    | 6      |                  | Петроградский кинокомитет                                 | Россия     | 18 декабря 1919 | Светлов Борис | не сохранился          | Сценарий был написан в связи с объявлением ВФКО конкурса киносценариев на тему: «Борьба с реакционной пропагандой национальной вражды и разъяснение контрреволюционного смысла антисемитизма». По-видимому, это был первый советский фильм, проданный для проката за границей | [ 2 ]  |
| В царстве палача Деникина                   |                                                         | агитфильм    | 1      |                  | Киносекция Наркомвоена Украины и «Красная звезда»         | Украина    | июль 1919       | Лундин Аксель | не сохранился          | | [ 3 ]  |
| Володя и Володька                           |                                                         | агитфильм    |        |                  | «Буревестник» (по заказу Московского кинокомитета)        | Россия     | 1 мая 1919      | Нароков Михаил | не сохранился          | Один из первых фильмов, поставленных для детей | [ 3 ]  |
| Всевобуч                                    |                                                         | агитфильм    | 1      | 150              | Киносекция агитпросвета Окрвоенкома Украины               | Украина    | июль 1919       | Лундин Аксель | не сохранился          | Выпущен к первой годовщине праздования дня Всевобуча | [ 3 ]  |
| Все под ружьё!                              | Не уступим Красного Петрограда!                         | агитфильм    |        |                  | Петроградский кинокомитет                                 | Россия     | 16 ноября 1919  | Светлов Борис | не сохранился          | Отличался большим для своего времени постановочным размахом | [ 3 ]  |
| Вставай, проклятьем заклеймённый!           |                                                         | агитфильм    |        |                  | Киносекция Наркомвоена Украины и «Красная звезда»         | Украина    |                 | Бонч-Томашевский Михаил                                                                                                 | не сохранился          | | [ 4 ]  |
| Герасим и Муму                              |                                                         | экранизация  | 4      | 926              | т-во «И. Ермольев» (по заказу Московского кинокомитета)   | Россия     |                 | Сабинский Чеслав | не сохранился          | | [ 4 ]  |
| Глаза открылись                             | За что гибнут?                                          | агитфильм    | 2      | 684              | т-во «И. Ермольев» (по заказу Московского кинокомитета)   | Россия     | 23 февраля 1919 | Сабинский Чеслав | не сохранился          | Приурочен к первой годовщине Красной Армии | [ 4 ]  |
| Девочка со спичками                         |                                                         | экранизация  | 3      |                  | Т/Д «Русь» (по заказу ВФКО)                               | Россия     |                 | Желябужский Юрий | не сохранился          | | [ 4 ]  |
| Девяносто шесть                             | Их было пятеро                                          | агитфильм    | 4      |                  | ВФКО                                                      | Россия     |                 | Гардин Владимир | не сохранился          | Выпущен к первой годовщине Всевобуча, содержал документальные съёмки В. И. Ленина, значительная часть которых впоследствии была утеряна. Из-за отсутствия плёнки не был выпущен на экран                                                                                      | [ 4 ]  |
| Дезертиры                                   |                                                         | агитфильм    | 1      | 264              | акц. о-во «Нептун» (по заказу Московского кинокомитета)   | Россия     | 23 февраля 1919 | Славинский Евгений |                        | Выпущен к первой годовщине Красной Армии | [ 5 ]  |
| Дети цветы жизни                            |                                                         | культурфильм | 3      | 1246             | ВФКО (4-я ф-ка)                                           | Россия     |                 | Желябужский Юрий |                        | Одна из первых попыток средствами игрового кино решить научно-просветительную тему | [ 6 ]  |
| Единая мировая республика труда             |                                                         | агитфильм    |        |                  | Теасекция политотдела 12-й армии                          | Украина    |                 | Галицкий Яков | не сохранился          | | [ 6 ]  |
| Железная пята                               |                                                         | экранизация  |        |                  | Госкиношкола и ВФКО                                       | Россия     | 7 ноября 1919   | Гардин Владимир; Леонидов Леонид; Глебова Тамара; Иванов-Барков Евгений; Преображенская Ольга; Горчилин Александр и др. | не сохранился          | Первая экспериментальная постановка класса кинонатурщиков Госкиношколы. Осуществлена ко второй годовщине Великой Октябрьской социалистической революции. Экранизация была положительно оценена прессой                                                                        | [ 6 ]  |
| Жертвы подвала                              | Из подвалов в верхние этажи                             | культурфильм |        |                  | Всеукраинский кинокомитет                                 | Украина    |                 | Замковой Лев | не сохранился          | | [ 7 ]  |
| За красное знамя                            |                                                         | агитфильм    | 2      | 316              | акц. о-во «Нептун» (по заказу Московского кинокомитета)   | Россия     | 23 февраля 1919 | Касьянов Владимир |                        | | [ 7 ]  |
| Запуганный буржуй                           | Советское лекарство                                     | комедия      | 3      | 740              | Всеукраинский кинокомитет                                 | Украина    |                 | Вернер Михаил | сохранился неполностью | | [ 7 ]  |
| Корней Васильев                             |                                                         | экранизация  | 3      |                  | т-во «И. Ермольев» (по заказу Московского кинокомитета)   | Россия     | 11 ноября 1919  | Сабинский Чеслав | не сохранился          | | [ 7 ]  |
| Красная звезда                              |                                                         | агитфильм    |        |                  | акц. о-во «Нептун» (по заказу Московского кинокомитета)   | Россия     | 23 февраля 1919 | Туркин Никандр (?) | не сохранился          | Поставлен к первой годовщине Красной Армии | [ 8 ]  |
| Красная звезда                              |                                                         | агитфильм    | 3      |                  | Киносекция Подива 41                                      | Украина    |                 | Ценин Сергей | не сохранился          | Негатив уничтожен осенью 1919 г. белогвардейской контрразведкой в Одессе | [ 8 ]  |
| Красная репка                               |                                                         | агитфильм    | 1      |                  | Киносекция Наркомвоена Украины и «Красная звезда»         | Украина    |                 | Бонч-Томашевский Михаил                                                                                                 | не сохранился          | | [ 8 ]  |
| Красноармеец, кто твой враг?                |                                                         | агитфильм    | 1      |                  | Киносекция Наркомвоена Украины и «Красная звезда»         | Украина    |                 | | не сохранился          | | [ 8 ]  |
| Красные по белым                            |                                                         | агитфильм    | 2      |                  | Киносекция Подива 41                                      | Украина    |                 | Салтыков Николай | не сохранился          | Негатив уничтожен осенью 1919 г. белогвардейской контрразведкой в Одессе | [ 8 ]  |
| Красный командир                            |                                                         | агитфильм    |        |                  | Киносекция Наркомвоена Украины и «Красная звезда»         | Украина    |                 | Бонч-Томашевский Михаил                                                                                                 | не сохранился          | Предположительно поставлен ко «Дню красного командира», проводившемуся в Киеве 29 июня 1919 г. | [ 8 ]  |
| Мать                                        |                                                         | экранизация  | 6      | 1150 (без надп.) | Московский кинокомитет                                    | Россия     | 1 мая 1920      | Разумный Александр | сохранился неполностью | Выпуск на экран задержался из-за отсутствия позитивной плёнки. Впоследствии часть негатива была утеряна. Демонстрировался в 1920 г. в отрывках | [ 9 ]  |
| Мир — хижинам, война — дворцам              |                                                         | агитфильм    |        |                  | Киносекция Наркомвоена Украины и «Красная звезда»         | Украина    |                 | Бонч-Томашевский Михаил                                                                                                 | не сохранился          | | [ 10 ] |
| Мы выше мести                               | В дни борьбы                                            | агитфильм    | 3      | 625              | акц. о-во «Нептун» (по заказу Московского кинокомитета)   | Россия     | 23 февраля 1919 | Туркин Никандр (?) | не сохранился          | Поставлен к первой годовщине Красной Армии | [ 10 ] |
| На помощь красному Харькову                 |                                                         | агитфильм    | 1      |                  | Киносекция Наркомвоена Украины и «Красная звезда»         | Украина    | июль 1919 (?)   | Лундин Аксель | не сохранился          | | [ 10 ] |
| Новое платье короля                         |                                                         | экранизация  | 2      | 800              | Т/Д «Русь» (по заказу ВФКО)                               | Россия     |                 | Желябужский Юрий |                        | | [ 11 ] |
| Отец и сын                                  | В Красную Армию                                         | агитфильм    | 1      | 358              | ателье А. Ханжонкова (по заказу Московского кинокомитета) | Россия     | 23 февраля 1919 | Перестиани Иван | не сохранился          | Поставлен к первой годовщине Красной Армии | [ 12 ] |
| Паразит                                     |                                                         | агитфильм    |        |                  | Киносекция Подива 41                                      | Украина    |                 | Пухальский Эдвард; Аркатов Александр                                                                                    | не сохранился          | Негатив уничтожен белогвардейской контрразведкой в Одессе осенью 1919 г. | [ 12 ] |
| Пауки и мухи                                |                                                         | агитфильм    | 2      |                  | Киносекция Подива 41                                      | Украина    |                 | Черноблер В. | не сохранился          | Негатив уничтожен белогвардейской контрразведкой в Одессе осенью 1919 г. | [ 12 ] |
| Первое мая                                  |                                                         | агитфильм    |        |                  | Поарм-13                                                  | Украина    |                 | Вернер Михаил | не сохранился          | Являлся заснятым на плёнку «Первомайским массовым действом» | [ 12 ] |
| Победа мая                                  |                                                         | агитфильм    | 2      | 458              | Петроградский кинокомитет                                 | Россия     | 18 мая 1919     | Светлов Борис | не сохранился          | Некоторые съёмки были сделаны в Петропавловской крепости | [ 13 ] |
| Последний патрон                            |                                                         | агитфильм    | 1      | 310              | акц. о-во «Нептун» (по заказу Московского кинокомитета)   | Россия     | 23 февраля 1919 | Туркин Никандр (?) | не сохранился          | Поставлен к первой годовщине Красной Армии | [ 14 ] |
| Прозревший                                  |                                                         | агитфильм    |        |                  | Всеукраинский кинокомитет                                 | Украина    | 29 июня 1919    | Замковой Лев | не сохранился          | Приурочен ко «Дню красного командира», проводившемуся в Киеве 29 июня 1919 г. | [ 14 ] |
| Пролетарград на страже революции            | Что принесут нам белые?                                 | агитфильм    | 3      | 600              | Петроградский кинокомитет                                 | Россия     |                 | Светлов Борис | не сохранился          | Выпущен в связи с наступлением генерала Юденича на Петроград | [ 14 ] |
| Пролетарии всех стран, соединяйтесь!        |                                                         | агитфильм    | 3      | 600              | Московский кинокомитет                                    | Россия     | 1 мая 1919      | Сушкевич Борис (?) | сохранился неполностью | Впервые сделана попытка создать экранный портрет К. Маркса | [ 14 ] |
| Пунин и Бабурин                             |                                                         | экранизация  | 4      |                  | т-во «И. Ермольев» и ВФКО                                 | Россия     | 18 октября 1919 | Ивановский Александр |                        | Воспроизводит первую половину повести | [ 15 ] |
| Рабочий Шевырев                             |                                                         | экранизация  | 5      | 1607             | акц. о-во «Нептун» (по заказу ВФКО)                       | Россия     | 1 мая 1919      | Сабинский Чеслав |                        | | [ 16 ] |
| Революционный держите шаг!                  |                                                         | агитфильм    |        |                  | Киносекция Наркомвоена Украины и «Красная звезда»         | Украина    |                 | Лундин Аксель | не сохранился          | | [ 16 ] |
| Савва                                       |                                                         | экранизация  | 6      | 1000             | т-во «И. Ермольев» (по заказу ВФКО)                       | Россия     | 1 мая 1919      | Сабинский Чеслав | не сохранился          | | [ 16 ] |
| Сильным слава                               |                                                         | агитфильм    | 3      | 700              | Московский кинокомитет                                    | Россия     | 23 февраля 1919 | Маликов Николай | не сохранился          | Являлся капитальным перемонтажом картины «Слава сильным, гибель слабым», поставленной режиссёром Владимиром Гардиным в 1916 г. | [ 16 ] |
| Слушайте, братья                            |                                                         | агитфильм    |        |                  | Киносекция Наркомвоена Украины и «Красная звезда»         | Украина    |                 | Бонч-Томашевский Михаил                                                                                                 | не сохранился          | | [ 17 ] |
| Смельчак                                    |                                                         | агитфильм    | 54     | 1045             | акц. о-во «Нептун» (по заказу Московского кинокомитета)   | Россия     | 23 февраля 1919 | Нароков Михаил; Туркин Никандр                                                                                          | сохранился неполностью | Поставлен к первой годовщине Красной Армии | [ 17 ] |
| Сон Тараса                                  |                                                         | агитфильм    | 1      | 336              | Т/Д «Русь» (по заказу Московского кинокомитета)           | Россия     | 23 февраля 1919 | Желябужский Юрий |                        | | [ 17 ] |
| Товарищ Абрам                               |                                                         | агитфильм    | 2      | 533              | т-во «И. Ермольев» (по заказу Московского кинокомитета)   | Россия     | 23 февраля 1919 | Разумный Александр |                        | | [ 17 ] |
| Три портрета                                |                                                         | экранизация  | 5      | 1700             | т-во «И. Ермольев» (по заказу ВФКО)                       | Россия     | 6 ноября 1919   | Ивановский Александр | не сохранился          | | [ 18 ] |
| Трое                                        |                                                         | экранизация  | 6      | 2020             | акц. о-во «Нептун» и ВФКО                                 | Россия     | 13 июня 1922    | Нароков Михаил | не сохранился          | Первый просмотр состоялся 26 сентября 1919 г. Из-за отсутствия плёнки выпущен на экран в 1922 г. | [ 19 ] |
| Чаша искупления                             |                                                         | экранизация  | 5      |                  | «Буревестник»                                             | Россия     |                 | Нароков Михаил | не сохранился          | На советский экран не был выпущен из-за отсутствия плёнки | [ 19 ] |
| Чем ты был?                                 | За новый мир                                            | агитфильм    | 2      | 440              | Т/Д «Русь» (по заказу Московского кинокомитета)           | Россия     | 23 февраля 1919 | Желябужский Юрий | не сохранился          | Первое выступление в кино Алексея Дикого | [ 19 ] |
| Четыре месяца у Деникина                    |                                                         | агитфильм    |        |                  | Киносекция Подива 41                                      | Украина    |                 | Пухальский Эдвард; Аркатов Александр                                                                                    | не сохранился          | Негатив уничтожен белогвардейской контрразведкой в Одессе осенью 1919 г. | [ 20 ] |
| Чините паровозы                             |                                                         | агитфильм    | 1      | 218              | Московский кинокомитет                                    | Россия     |                 | | не сохранился          | | [ 21 ] |
| Это будет последний и решительный бой       |                                                         | агитфильм    |        |                  | Киносекция Наркомвоена Украины и «Красная звезда»         | Украина    |                 | Бонч-Томашевский Михаил                                                                                                 | не сохранился          | | [ 21 ] |